# Тандемні повтори
Тандемні повтори — послідовності повторюваних ділянок ДНК. Залежно від розміру, вони поділяються на три підкласи: сателіти, мінісателіти і мікросателіти. Назва «сателіти» походить від спектру оптичної щільності при розділенні ДНК у градієнті щільності розчинника, що вказує на відмінності відносного середнього вмісту різних нуклеотидів у тандемних повторах у порівнянні з рештою ДНК. Найбільша кількість повторів зустрічається у Eucalyptus grandis.

## Сателіти
Розмір ділянок сателітів становить від 100 kbp до понад 1 Mpb, із повторюваною одиницею зазвичай >100 bp. У людини добре відомий приклад — альфоїдна ДНК, розташована в центромерах всіх хромосом. Довжина одного повтору становить 171 bp, а весь повторюваний регіон становить 3-5 % довжини ДНК кожної хромосоми. Інші сателіти мають коротшу довжину повтору. Більшість сателітів як людини, так і інших організмів, розташовані в центромері.

## Мінісателіти
Розмір повної ділянки мінісателітів становить від 1 kb до 20 kb, із довжиною повтору зазвичай 7-100 bp. Один вид мінісателітів — «змінне число тандемних повторень» (англ. variable number of tandem repeats, VNTR). Його довжина повтору може бути від 9 до 80 пар основ, а повторювані ділянки розташовані в некодуючих регіонах геному. Число повторень для даного мінісателіту може відрізнятися між індивідуумами; ця особливість є основою методу генетичного фінґерпринтингу. Інший вид мінісателітів — теломери. У людських генеративних клітинах розмір теломер становить близько 15 kb. У старіючих соматичних клітинах, теломери можуть бути значно коротшими. У людини та інших ссавців теломери містять послідовність тандемних повторів GGGTTA.

## Мікросателіти
Мікросателіти, також відомі як короткі тандемні повтори (англ. short tandem repeats, STR), тому що розмір повтору складає лише від 1 до 6 bp, а повний розмір ділянки зазвичай становить до 150 bp. Подібно до мінісателітів, число повторень для даного мікросателіту може відрізнятися між індивідуумами. Тому мікросателіти також можуть бути використані для генетичного фінґерпринтингу.